# Аулія сіра
Аулія сіра (Laniocera hypopyrra) — вид горобцеподібних птахів родини бекардових (Tityridae).

## Поширення
Вид поширений в Болівії, Бразилії, Колумбії, Еквадорі, Французькій Гвіані, Гаяні, Перу, Суринамі та Венесуелі. Його природне середовище проживання — субтропічні або тропічні вологі низинні ліси.

## Опис
Дрібний птах, завдовжки 20-21 см, важить в середньому 46 г. Оперення попелясто-сіре, блідіше на нижній частині тіла; первинне пір'я з коричневими відтінками; На крилах має два ряди великих коричневих або помаранчевих плям; грудні пучки (не завжди помітні) червоно-помаранчеві у самця і лимонно-жовті у самиці.
Пташенята сірої аулії мімікрують під отруйних гусениць із родини Megalopygidae: вони мають яскраво-помаранчеве забарвлення, володіють довгим, необпадаючим впродовж тривалого проміжку часу пухом, що схожий на волоски. Пташенята рухають головою з боку в бік, тим самим створюючи враження гусениці, що пересувається.

## Спосіб життя
Полює на комах, інколи поїдає дрібні плоди. Гніздиться посередині епіфітних рослин на висоті 1-8 м від землі.